# Armorial héraldique vivante
L'Armorial héraldique vivante (1974-2002) est un recueil jubilaire (Ⅼ) héraldique belge comprenant tous les blasons de familles (pp.15-92) et d'institutions (pp.93-94) qui ont été publiées dans Le Parchemin, revue de l'Office généalogique et héraldique de Belgique.

## Fin de mission pour l'OGHB
La mission assurée par l'Office généalogique et héraldique de Belgique (1974-2010) de fournir des avis au Gouvernement, pour tout ce qui concerne les armoiries de personne physique et d’association familiale et leur enregistrement, est à présent assurée par le Conseil d’héraldique et de vexillologie qui édite également un armorial. Le Conseil héraldique flamand a une mission similaire auprès du gouvernement de la communauté flamande.

## Galerie

### Quelques armoiries de familles

Bouhon[5] p. 21
Brabant (de)[6] p. 22
Dewandre[7] p. 35
Dievoet (van) dit Vandive à Paris[8],[9] p. 35
Lacoste[10] p. 55
Muyser Lantwyck (de)[11] p. 69
Nève[12] p. 70
Poot Baudier[13] p. 76
Waesberghe (van)[14] p. 90

### Quelques armoiries d’institutions

Lambermont (village de)[15] p. 93
Confrérie de la Malemort[16] p. 94

## Familles mentionnées dans l'armorial
- Haut – A
- B
- C
- D
- E
- F
- G
- H
- I
- J
- K
- L
- M
- N
- O
- P
- Q
- R
- S
- T
- U
- V
- W
- X
- Y
- Z

Ci-après suivent les noms apparaissant dans cet armorial :

## A
- Arnoldy

## B
- Babut du Marès
- Bande
- Barberini
- Barsy (de)
- Bataille
- Batioens
- Baumans
- Beckand Verwée
- Bedoret
- Behr (de)
- Belle (Van)
- Bellingen (van)
- Belva (de)
- Belvaux (Ermeton-sur-Biert)
- Belvaux (Laforêt-sur-Semois)
- Bergers
- Bertrand
- Blaffart
- Blake
- Boerens
- Bois (De)
- Boudart
- Bouhon
- Bournonville (de)
- Bouaert
- Bovyn
- Brabant (de)
- Brassinne (de)
- Brauwere (de)
- Brouwel
- Broux (de)
- Buyssens

## C
- Cambier
- Cammaert
- Caqueue
- Carbonelle
- Carcano
- Carette
- Carion
- Carlier Cartuyvels
- Chasseur
- Chefneux
- Claes (Mols, Hasselt)
- Claes (Lumen)
- Claessens
- Clerfaÿt
- Clippele (de)
- Closon
- Coets
- Cortyl
- Coste
- Couvhé
- Crahay

## D
- Dallemagne
- Danys
- Dapsens
- Daumerie
- Declercq
- Defer
- Defossa
- Degueldre
- Dejardin
- Delacroix
- Delforge
- Delhaise
- Delloye
- Delvaux
- Dlvigne
- Denis
- Derbaix
- Derème
- Derriks
- Desmedt
- Dessart
- Detry
- Devillez
- Devosse
- Dewandre
- Dierck
- Dierckx de Casterlé
- Dievoet (van)
- Dissewiscourt
- Dodémont, d'Odémont
- Doneux
- Dourcy
- Douxchamps
- Draguet
- Dresse
- Drory
- Dubois
- Dugardyn
- Dulière
- Dumestre
- Dumont
- Dupperroy
- Duterme
- Duvivier
- Duvivier de Fortemps

## E
- Eecken (van der)
- Eïd
- Elsen
- Emsi
- Emsix-Meistreit
- Eriche
- Ewbak

## F
- Faber
- Fain
- Ferrara
- Florin de Dukingbrtg
- Forthomme
- Fraipont
- Francart
- Frerot
- Futeral

## G
- Gason
- Genette
- Géonet
- Geubel
- Gheysens
- Gillard
- Godbille
- Gomand
- Gorus
- Gosselin
- Gréban de Saint Germain
- Grimbérieux
- Guérin

## H
- Haan (de)
- Hachez
- Hannot
- Hanquet
- Hans
- Hanssens
- Harmignies
- Hautenauven
- Hennevaux de Fécher
- Herbin
- Herman
- Herman (Chanly, Wetlin, Stavelot)
- Hermanns
- Hermans
- Heule
- Heulens
- Heyvaert
- Horion
- Horion (Hesbaye)
- Hose (d')
- Houtart
- Hubin

## J
- Jacob
- Jacobs
- Jacobs de Morant
- Jans Bastin
- Janssens

## K
- Kaisin
- Kennes
- Kerchove (van den)
- Koch
- Krings

## L
- Lacoste
- Lacroix Baartmans
- Lagae
- Lagasse
- Laheurte
- Lancelot
- Launois (de)
- Lavignr
- Lebbe
- Leeux (De)
- Lefebvre
- Lefebvre (Tournai)
- Lefebvre
- Lemaire
- Lemaire, le Maire, le Maire de Romsée
- Lengelé
- Lepage
- Lepour
- Leruth
- Lestienne
- Leuze (de)
- Lhoëst
- Lialine
- Liénart van Lidth de Jeude
- Limelette
- Logie
- Lowagie
- Luchene (van)

## M
- Maele
- Marotte
- Marlier
- Marotte
- Mathot
- Maurissen
- Maes
- Meensel (Van)
- Meerbeeck (van)
- Mengal
- Mestreit(de)
- Meurs
- Michel-Vercken de Vreusschemen
- Michels
- Mignot
- Mine
- Moens de Hase
- Montigny (de)
- Montjoye (de), Montjoie
- Morel de Boucle Saint Denis
- Mortgat
- Mouffe
- Moureau
- Mpotos
- Müllender
- Musschot
- Muyser Lantwyck (de)

## N
- Nagant de Deuxchaisnes
- Naveau
- Naveau
- Neuville (de)
- Nève
- Neys
- Nolet de Brauwere

## O
- Oger
- Ogez
- Ormelingen (van)
- Osterrrieth
- Oury

## P
- Pasquast
- Paternostre de Hauleville
- Pauwels
- Pepin
- Perbal
- Perreau de Pinnick
- Pessemier (de)
- Pêtre
- Peulvast
- Phippart de Foy
- Philippe
- Pil
- Pilette
- Pirard
- Ponce (Le)
- Poot Baudier
- Prijot
- Putten (Vander)Porigneaux

## Q
- Quecq d'Henripret
- Quene (de)
- Quicheron

## R
- Raepsaet
- Ranscelot
- Roovere (de)
- Ruymbeke
- Ruymen

## S
- Saint Martin (De)
- Saint Angelo
- Sauvage
- Scherpenzeel Thim (van)
- Schoonjans
- Schreiber
- Schweitzer
- Simon
- Sinniger
- Somers
- Steinbach
- Stvens
- Stiels
- Stingehamber
- Straeten (van der)
- Straten d'Eyne (van der)
- Surquin
- Sury

## T
- Taminiaux
- Tender
- Thiry
- Thunus
- Timmermans
- Tiqaoui
- Tombeur (de)
- Troisfontaines
- Trousson

## V
- Vandenbroeck
- Vandenbroucke
- Vanderkeersen
- Vanhove
- Vasseur
- Verbeke
- Vercauteren
- Verhoeven
- Vermant
- Vertommen
- Vidts (de)
- Villers
- Viste
- Voghel (de)
- Vos (de)
- Vuyst (De)
- Vuyst (De)

## W
- Waesberghe (van)
- Walckiers
- Walckiers
- Walhain
- Wautier
- Wilde
- Willimot
- Withoeck
- Wuillaume

## Y
- Yernaux

### Autre recueil de l'OGHB
- Anciennes familles de Belgique